# Economia de San Marino
Malgrat que la república no és un membre oficial de la zona euro, es va permetre a San Marino usar l'Euro com moneda nacional en virtut d'acords amb el Consell de la Unió Europea, podent estampar el seu propi disseny nacional en la cara corresponent.
Abans de l'euro la moneda era la lira sanmarinesa que era intercanviable amb la italiana. Tant la lira com l'Euro del país, en ser produïdes en petit nombre, estan molt cotitzades al mercat dels col·leccionistes.

El turisme representa més del 50% del PIB, més de tres milions de visitants en 1997. També és important la banca, l'electrònica i la ceràmica. Els productes agrícoles són el vi i el formatge.
Els segells postals, només vàlids per a la república, són majoritàriament venuts per la filatèlia representant un important capítol dels ingressos.
Des de 1997 el nivell de vida del país ha vingut incrementant per sobre de l'italià a causa d'un incipient creixement econòmic en el sector financer del país.